# Mât de WIMZ-FM

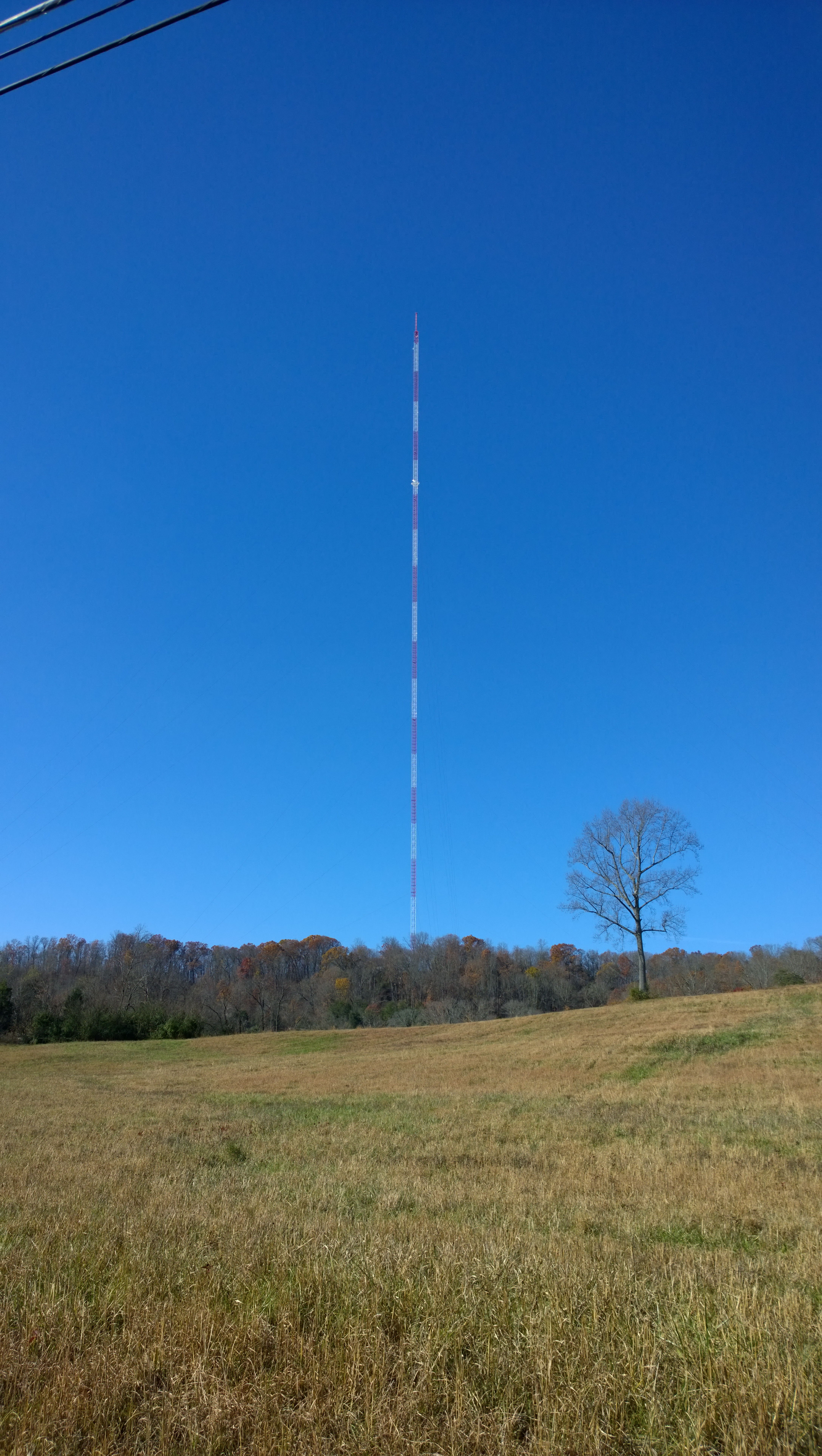
La WIMZ-FM-TOWER à Knoxville dans le Tennessee, États-Unis.

Le Mât de WIMZ-FM (appelé WIMZ-FM-Tower) est une tour de transmission de 534 m de hauteur située à Knoxville au Tennessee aux États-Unis et qui fut en 1963 la plus haute structure du monde.